# Nereis grubei
Nereis grubei är en ringmaskart som först beskrevs av Johan Gustaf Hjalmar Kinberg 1866.  Nereis grubei ingår i släktet Nereis och familjen Nereididae. Inga underarter finns listade i Catalogue of Life.